# سینار ماس
سینار ماس (انگلیسی: Sinar Mas) شرکت خوشه‌ای اندونزیایی است، که در سال ۱۹۳۸ توسط ایکا تیپتا دیداجا تأسیس شد.